# Département de Caroline du Sud
Le département de la Caroline du Sud est un commandement de l'armée confédérée dont l'existence ne dure que quelques mois (du 21 août 1861 au 5 novembre 1861) au début de la guerre de Sécession.

## Historique
Le 21 août 1861, le brigadier général Roswell S. Ripley est nommé au commandement du département de la Caroline du Sud,(p1).
Les quartiers généraux du département sont situés à Charleston. Le département couvre l'ensemble de la Caroline du Sud et comprend plusieurs ouvrages défensifs dont Sullivan Island à Charleston, des fortifications le long du fleuve Edisto et de la rivière Stono. Le chef des ingénieurs du département est James H. Trapier.
Le 1er septembre 1861 Ripley propose un plan de quatre points pour la défense de la Caroline du Sud : lever une force de 1 500 hommes pour la défense de la côte, augmenter les forces de la Caroline du Sud jusqu'à dix compagnies d'infanterie et un régiment d'artillerie, mettre en place des routes de transports et de communication terrestres entre différents points de la côte et un bateau à vapeur pour aider les coureurs de blocus, et enfin une ligne de crédits de 175 000 $ pour la préparations des défenses côtières.
En accord avec le gouverneur de la Caroline du Sud, Pickens, le général Ripley commence à ériger des fortifications et des batteries le long de la côte de la Caroline du Sud malgré les moyens limités de l'État. Le 1er octobre 1861, les effectifs des forces confédérées sous les ordres de Ripley s'élèvent à 7 713.
Cependant, la situation n'est pas exempte de tensions internes comme le différend entre Ripley et le capitaine Childs, officier de l'ordonnance de l'arsenal de Charleston, qui conteste l'autorité du département sur l'arsenal.
Alors que Samuel Francis Du Pont et Thomas West Sherman lancent leur opération contre Port Royal le 3 novembre 1861, Ripley avertit les autorités de Richmond de leur passage près de Georgetown. Il demande alors le maintien du général James H. Trapier afin de faire face à un éventuel débarquement des forces de l'Union. Le lendemain, toujours dans l'incertitude de la cible de l'Union, il informe de la concentration des navires ennemis entre Tybee et Port Royal. Le 5, les forces de l'Union commence le bombardement des forts Walker et Beauregard à l'entrée de Port Royal Sound.
Le 5 novembre 1861, le département disparaît et est intégré dans le département de la Caroline du Sud et de la Géorgie,.

### Commandants

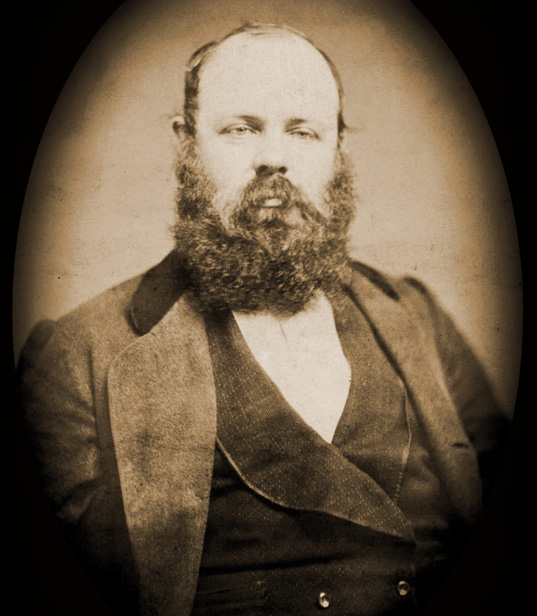
Roswell S. Ripley

- Roswell S. Ripley 21 août 1861 -  5 novembre 1861